# Gora Ambarcumjana
Gora Ambarcumjana är ett berg i Antarktis. Det ligger i Östantarktis. Australien gör anspråk på området. Toppen på Gora Ambarcumjana är 1 253 meter över havet.
Terrängen runt Gora Ambarcumjana är huvudsakligen platt, men österut är den kuperad. Trakten är obefolkad. Det finns inga samhällen i närheten.